# Anthemis sancti-johannis
Espèce
Classification phylogénétique
L'Anthémis de Saint Jean (Anthemis sancti-johannis) est une espèce de plante à fleurs de la famille des Astéracées.

## Description
C'est une plante herbacée annuelle.